# Thomas Mann
Paul Thomas Mann (Cidade Livre de Lübeck, 6 de junho de 1875 – Zurique, 12 de agosto de 1955) foi um escritor, romancista, ensaísta, contista e crítico social do Império Alemão.
Tendo recebido o Nobel de Literatura de 1929, é considerado um dos maiores romancistas do século XX. Irmão mais novo do também romancista Heinrich Mann, Thomas Mann teve seis filhos: o escritor Klaus, a atriz Erika, o historiador Golo Mann, a ensaísta Monika Mann, o violinista e literato Michael Thomas Mann e a cientista Elisabeth Mann.

## Vida
Nascido no seio de uma tradicional família da então Cidade Livre de Lübeck, na região histórica da Holsácia, ao norte do Império Alemão, atual Lübeck, estado de Schleswig-Holstein, Alemanha, Thomas Mann era filho do político e comerciante Johann Heinrich Mann (1843–1892) e de sua esposa, a brasileira Júlia da Silva Bruhns (1851–1923). A família de Thomas Mann detinha ali um negócio havia várias gerações.
Em 1892 (aos 17 anos de idade) morreu o seu pai e, como consequência, os negócios da família foram abandonados. No ano seguinte, escreveu alguns textos em prosa e artigos para a revista "Der Frühlingssturm" (a tempestade de primavera) da qual Thomas era co-editor. Na mesma época, apaixona-se por Wilri Timppe, filho de um de seus professores. Anos mais tarde, inspirar-se-ia em Timppe para criar Pribslav Hippe, personagem de A Montanha Mágica.
Em 1894 (aos 19 anos de idade) junta-se à mãe em Munique, cidade católica do sul da Alemanha. Júlia tinha mudado para Munique com o resto da família um ano antes e se instalado no bairro boêmio de Schwabing. Rapidamente, a Senhora Mann tornou-se uma agitadora cultural e oferecia saraus literários e festas em sua casa.
Apesar de seus evidentes desejos homossexuais, Mann se apaixonou por Katia Pringsheim, filha de uma rica família industrial, judia secular, em 1905. Mais tarde, ela se juntou à fé luterana de seu marido. O casal teve seis filhos.

### Início da carreira
Em Munique, Mann fez um estágio não remunerado numa sociedade de seguros, mas acabou por abandonar essa atividade em 1895, tornando-se escritor livre. Entre 1896 e 1898, Thomas Mann faz uma longa visita à Palestrina (Itália), em visita ao seu irmão mais velho Heinrich Mann, também ele um romancista, e que se tornou famoso mais cedo do que Thomas. Thomas acompanha o irmão nos seus passeios a Roma e por outros lugares da Itália. Thomas Mann começou a trabalhar no manuscrito de Buddenbrooks quando ainda estava na Itália. De volta a Munique, tornou-se um dos editores do jornal satírico-humorístico "Simplicissimus".
Por essa época, apaixonou-se por Paul Ehrenberg, um amor conturbado e não correspondido, mas que ele definiria mais tarde como a "experiência central de seu coração". Resolve servir o exército, mas se arrepende. A família intervém e corrompe um médico para conseguir afastá-lo por falsos problemas de saúde.
Em 1901 é editado Buddenbrooks. Thomas Mann torna-se famoso. Curiosamente, o editor (Fischer Verlag) tentou convencer Thomas Mann a encurtar o livro. Thomas Mann não assentiu e o livro foi publicado na íntegra. Em jeito de retrospectiva, Thomas Mann disse que julgava que o livro iria passar despercebido e seria possivelmente o fim da sua carreira literária. A realidade foi bem diferente, como ele conclui com ironia.
Segundo Mayer (1970, p. 30), é a partir de Os Buddenbrooks (1901) que se torna um dos escritores mais notáveis do século XX no plano internacional.
Em 11 de fevereiro de 1905 casou-se com Katia Pringsheim, filha de uma proeminente e secular família judia de intelectuais. Katia era neta da activista pelos direitos da mulher Hedwig Dohm. Nos anos seguintes nascem seus filhos Erika, Klaus, Golo (na verdade Angelus Gottfried Thomas), Monika, Elisabeth e Michael.
Durante a Primeira Grande Guerra, Thomas Mann entra em conflito com o irmão Heinrich Mann. Thomas acolheu com agrado a entrada da Alemanha na guerra. Tomava-se por patriota. Defendeu a política do Kaiser Guilherme II, em oposição directa a Heinrich Mann, postado ao lado da França e da "Zivilisation" (termo de Thomas). Thomas Mann chegou a penhorar a casa que possuía em Bad Tölz em 1917 a favor do esforço de guerra. A mãe, Júlia da Silva Bruhns, escreveu aos irmãos tentando amenizar o conflito. A perspectiva de Thomas Mann ao longo deste período encontra-se sumariada no ensaio «Considerações de um Apolítico» (1918) e no romance A Montanha Mágica, escrito entre 1912 e 1924.

Em 1911, concebeu a novela Morte em Veneza, durante uma estada no Lido de Veneza. A obra foi publicada no ano seguinte, 1912, e, embora menos diretamente autobiográfica que Os Buddenbrooks, “trata-se da obra mais confessional de Thomas Mann”, afirma Trigo (2000).

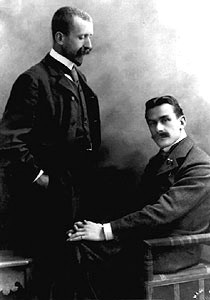
Thomas (sentado) e o irmão Heinrich Mann numa fotografia tirada por volta de 1900. Nesta altura Heinrich tinha já publicado pelos menos dois livros, enquanto que o "Buddenbrooks" de Thomas estava prestes a sair

Em 1929, Thomas Mann torna-se ainda mais famoso, recebendo o Nobel de Literatura. O júri justifica-se aludindo a Buddenbrooks. Nenhuma menção a A Montanha Mágica, romance em que o escritor revela simpatias democráticas.
Emigrou da Alemanha Nazista para Küsnacht, próximo a Zurique, na Suíça, em 1933, ano da chegada de Hitler ao poder. Durante o regime nazista, o jornal Völkischer Beobachter (Observador Popular) publicava as chamadas listas de expatriados. Os nomes de Thomas Mann, sua mulher e seus filhos mais novos constavam da lista número 7. Dos mais velhos – Erika e Klaus – já havia sido retirada a cidadania alemã.
Após ter perdido a nacionalidade alemã, em 2 de dezembro de 1936, Thomas Mann permaneceu na Suíça até 1938, quando então mudou-se para os Estados Unidos. Inicialmente, trabalha como convidado em Princeton, mas o ambiente académico o entediava. Decidiu então mudar para Pacific Palisades, Estados Unidos, em 1941. Em 1944, obteve a cidadania estadunidense. Tornou-se uma figura política reconhecida, constando que Franklin D. Roosevelt chegou a cotar seu nome para assumir o governo alemão na pós-guerra.
Diante da perseguição aos intelectuais emigrados perpetrada durante o mccarthismo, Mann retornou à Europa em 1952. Viveu em Kilchberg, próximo de Zurique, na Suíça, até a sua morte, em 1955. Encontra-se sepultado em Kilchberg Village Cemetery, Kilchberg, Zurique na Suíça.
Sua descendência de uma família da alta burguesia sempre fora salientada por Mann. Ao falar dessa classe, o autor se refere à burguesia da Idade Média, à “antiga tradição de que se sente profundamente imbuído, tradição de trabalho leal e minucioso, visando à perfeição absoluta nos detalhes e no todo” (Rosenfeld, 1994, p. 21).

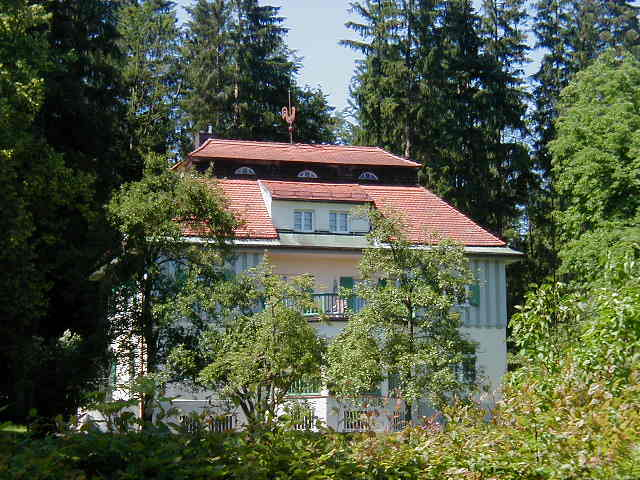
Esta casa, na rua Heiß em Bad Tölz, 50 km ao sul de Munique, nas proximidades dos Alpes, pertenceu a Thomas Mann entre 1909 e 1917. Thomas Mann, então residente em Munique, já casado com Katia Pringsheim, passava aqui o Verão

Thomas Mann ganhou repercussão internacional aos 26 anos, com sua primeira obra, Os Buddenbrook (Buddenbrooks), um romance que conta a história de uma família protestante de comerciantes de cereais de Lübeck, ao longo de três gerações. Fortemente inspirado na história de sua própria família, o romance foi lido com especial interesse pelos leitores de Lübeck que descobriram ali muitos traços de personalidades conhecidas. A publicação deste livro valeu a Thomas Mann uma reprimenda de um tio, que o acusou de ser um "pássaro que emporcalhou o próprio ninho".
Thomas Mann é também um romancista analítico, que descreve como poucos a tensão entre o carácter nórdico, protestante, frio e ascético (características típicas da sua Lübeck natal) e as personagens mais rústicas, simples, bonacheironas, das regiões católicas, de onde se destaca o senhor "Permaneder", o paradigma do bávaro de Munique, em Os Buddenbrook. Esta tensão interior tornou-se patente durante a sua estada em Palestrina, Itália, quando visitava o irmão, e onde começou a escrever "Os Buddenbrook". Thomas Mann viveu entre estes dois mundos, tal como o irmão. Por um lado a origem familiar e o ambiente da ética protestante de Lübeck, por outro lado a voz interior e a influência de sua mãe brasileira, que o faziam interessar-se menos pelos negócios e mais pela literatura. A influência da mãe acabou por levar a melhor. Thomas Mann via nos Buddenbrook um exemplo de uma família em decadência, em que os descendentes não saberiam levar avante o negócio que herdaram. Não sabia, no entanto, que, ao publicar "Os Buddenbrook", estava não só a enterrar definitivamente a linha "comerciante" da sua família mas, também, a afirmar-se como um escritor de renome. Ironicamente, os seus filhos iriam manter esta nova tradição (literária) da família, em especial Klaus e Erika.
No romance A Montanha Mágica (Der Zauberberg), publicado pela primeira vez em 1924, Thomas Mann faz um retrato de uma Europa em ebulição, no eclodir da Primeira Grande Guerra (1914–1918).
Escreveu romances, ensaios e contos. Psicólogo penetrante e estilista consumado, a sua extensa obra abrange desde contos até escritos políticos, passando por novelas e ensaios. Nobel de Literatura em 1929, Thomas Mann é autor de clássicos da literatura como Morte em Veneza & Tonio Kröger, Confissões do impostor Felix Krull, As cabeças trocadas e José e seus irmãos.
Thomas Mann foi um herdeiro tardio da tradição idealista e romântica alemã e um dos principais autores modernos. Era um clássico em tempos de revolução e conseguia refletir de forma original e particular o espírito de seu tempo (TRIGO, 2000). Sua obra apresenta descrições minuciosas e um realismo psicológico e preciso, com análise exata de cada particularidade (FLEISCHER, 1964).
A obra de Mann é uma expressão estética do esforço de contrapor seus dois valores essenciais: de um lado a sociedade, o senso comum, o valor da vida; do outro a alienação, o individualismo, o escapismo romântico, o jogo estético, que culminam na doença e na morte (ROSENFELD, 1994, pp. 22–23). Sente-se, no entanto, ligado ao segundo valor, sendo ele um artista “alienado, marginal e estetizante” (ROSENFELD, 1994, p.28).

### Cronologia

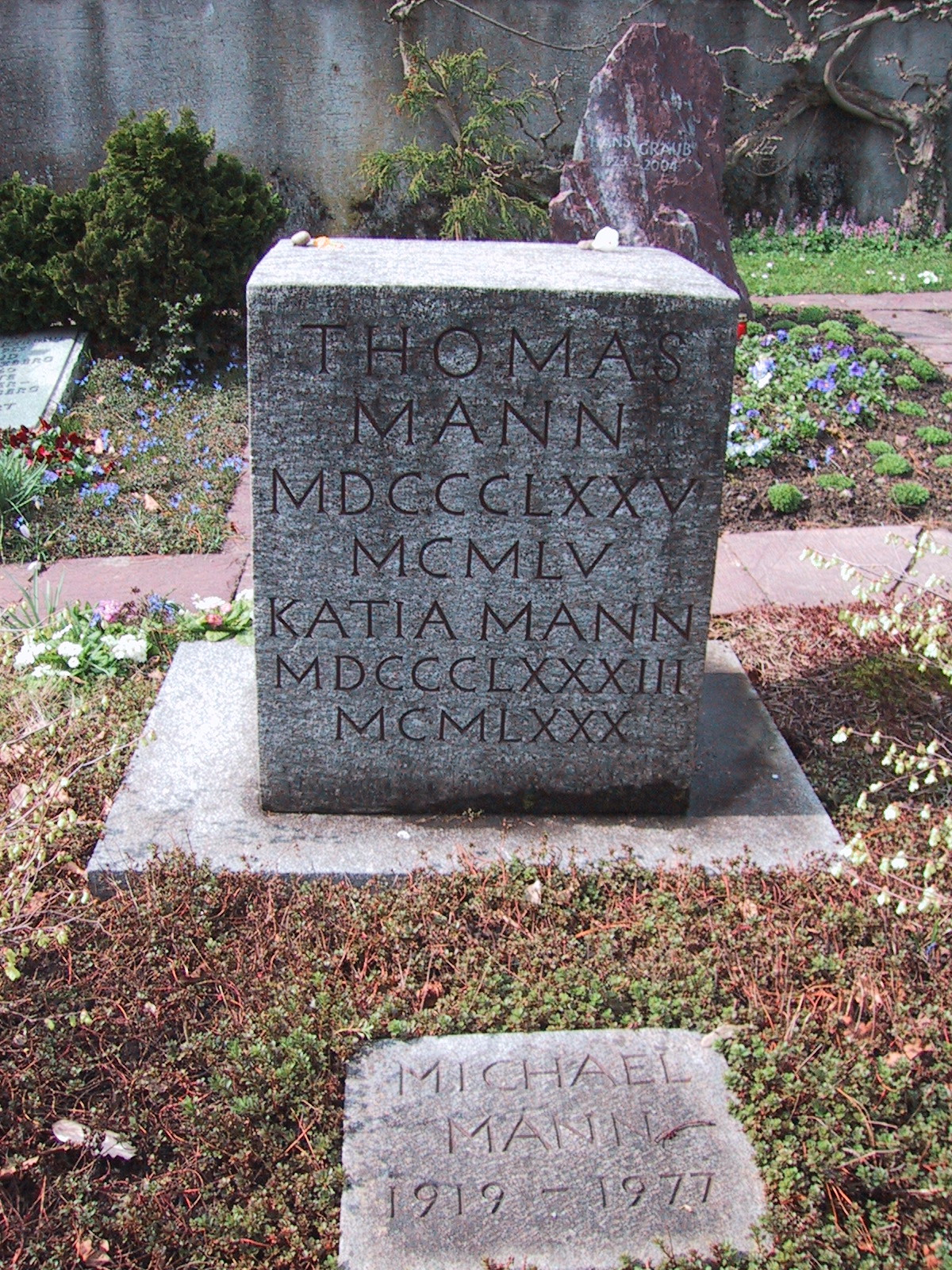
Sepultura em Kilchberg

- 6 de junho de 1875 - Nascimento de Thomas Mann.
- 1900 (com 25 anos) - Publicação do "Buddenbrooks" - Thomas Mann torna-se famoso.
- 1911 (com 36 anos) – Durante uma estada no Lido de Veneza concebe Morte em Veneza.
- 1915 (com 40 anos) - Publicação de ensaio sobre Friedrich, o Grande da Prússia. Mann justifica a entrada da Alemanha na Primeira Guerra Mundial. Corta relações com seu irmão Heinrich, do lado da "civilização".
- 1918 (43 anos) - Publicação de "Considerações de um apolítico" - Mann demonstra sua fase nacionalista conservadora. Mantém a sua defesa da política da Alemanha. Um monarquista.
- 1921 (46 anos) – Primeiro ensaio sobre Goethe, intitulado Goethe e Tolstoi, que apresenta em forma de conferência.
- 1922 (47 anos) - Famoso discurso de Thomas Mann em Berlim - "Von deutscher Republik" - Defende a República de Weimar. Thomas Mann é um "Vernunftrepublikaner" (Republicano por motivos racionais - e não emocionais). Nesse mesmo ano teve lugar um acontecimento apontado por alguns historiadores (como Manfred Görtemaker) que terão levado Thomas Mann a transformar-se politicamente (favoravelmente à democracia): o assassínio do ministro dos negócios estrangeiros de ascendência judaica Walter Rathenau numa acção terrorista desencadeada por elementos radicais ultra-nacionalistas.
- 1924 (com 49 anos) – termina A Montanha Mágica.
- 1929 (com 54 anos) - É agraciado com o prêmio Nobel de Literatura, pelo livro "Buddenbrooks".
- 1930 (55 anos) - Novo discurso famoso em Berlim, no Beethoven-Saal - Deutsche Ansprache, ein Appel an die Vernunft" - Um apelo à razão, tentativa de aviso aos alemães perante o perigo do Nazismo.
- 1933 (58 anos) - Chegada ao poder de Adolf Hitler. Thomas Mann passa a viver no exílio, na Suíça.
- 1938 (63 anos) - Exílio de Thomas Mann nos Estados Unidos.
- 1 de setembro de 1939 (64 anos) - Tem início a Segunda Grande Guerra.
- 1940–1945 Thomas Mann grava para a BBC um programa de rádio regular ("Deutsche Hörer!" - Ouvintes alemães!), retransmitido pela BBC na Alemanha, apelando os alemães à razão. Os ouvintes alemães arriscavam a vida ao sintonizar essas emissões de rádio dos ingleses.
- 1949 (74 anos) - Viagem à Alemanha. Mann discursa em Frankfurt-am-Main e em Weimar, na comemoração dos 200 anos de Goethe, natural de Frankfurt-am-Main.
- 1950 (75 anos) - Publicação de Dr. Faustus.
- 1952 (77 anos) - Thomas Mann vai viver na Suíça.
- 12 de agosto de 1955 (80 anos) - Falecimento de Thomas Mann em Zurique, Suíça.

## Obra
- Der kleine Herr Friedemann (1898)

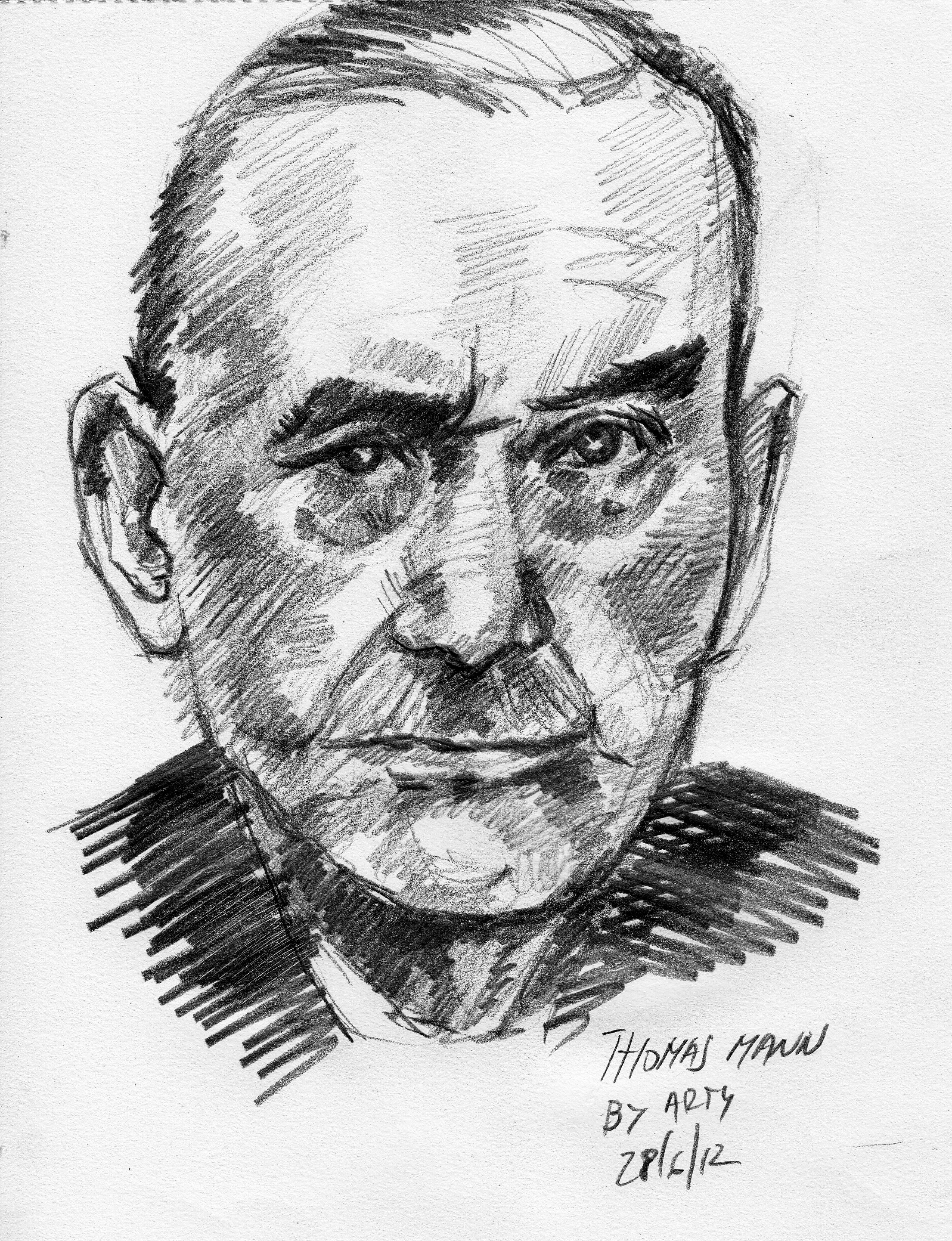
Retrato do escritor Thomas Mann pelo desenhista Pifal.

- Os Buddenbrooks (1901) = Buddenbrooks - Verfall einer Familie
- Tonio Kröger (1903)
- Sua Alteza Real (1909) = Königliche Hoheit
- A Morte em Veneza (1912) = Der Tod in Venedig
- Betrachtungen eines Unpolitischen (Considerações de um apolítico) (1918)
- The German Republic (1922) = Von deutscher Republik
- A Montanha Mágica (1924) = Der Zauberberg
- Disorder and Early Sorrow (1926) = Unordnung und frühes Leid
- Mário e o Mágico (1930)
- José e os seus Irmãos (1933–1943) = Joseph und seine Brüder
  - As Histórias de Jacó (1933)
  - O Jovem José (1934)
  - José no Egito (1936)
  - José, o Provedor (1943)
- Das Problem der Freiheit (1937)
- Lotte in Weimar or The Beloved Returns (1939)
- As Cabeças Trocadas (1940) = Die vertauschten Köpfe - Eine indische Legende
- Doutor Fausto (1947) = Doktor Faustus
- Der Erwählte (1951)
- As Confissões do Félix Krull, Cavalheiro de Indústria (1922/1954) = Bekenntnisse des Hochstaplers Felix Krull. Der Memoiren erster Teil (não terminado)
- O Cisne Negro (1954) - Die Betrogene: Erzählung